# Stachyris nonggangensis
Stachyris nonggangensis là một loài chim trong họ Timaliidae.